# Desmodium

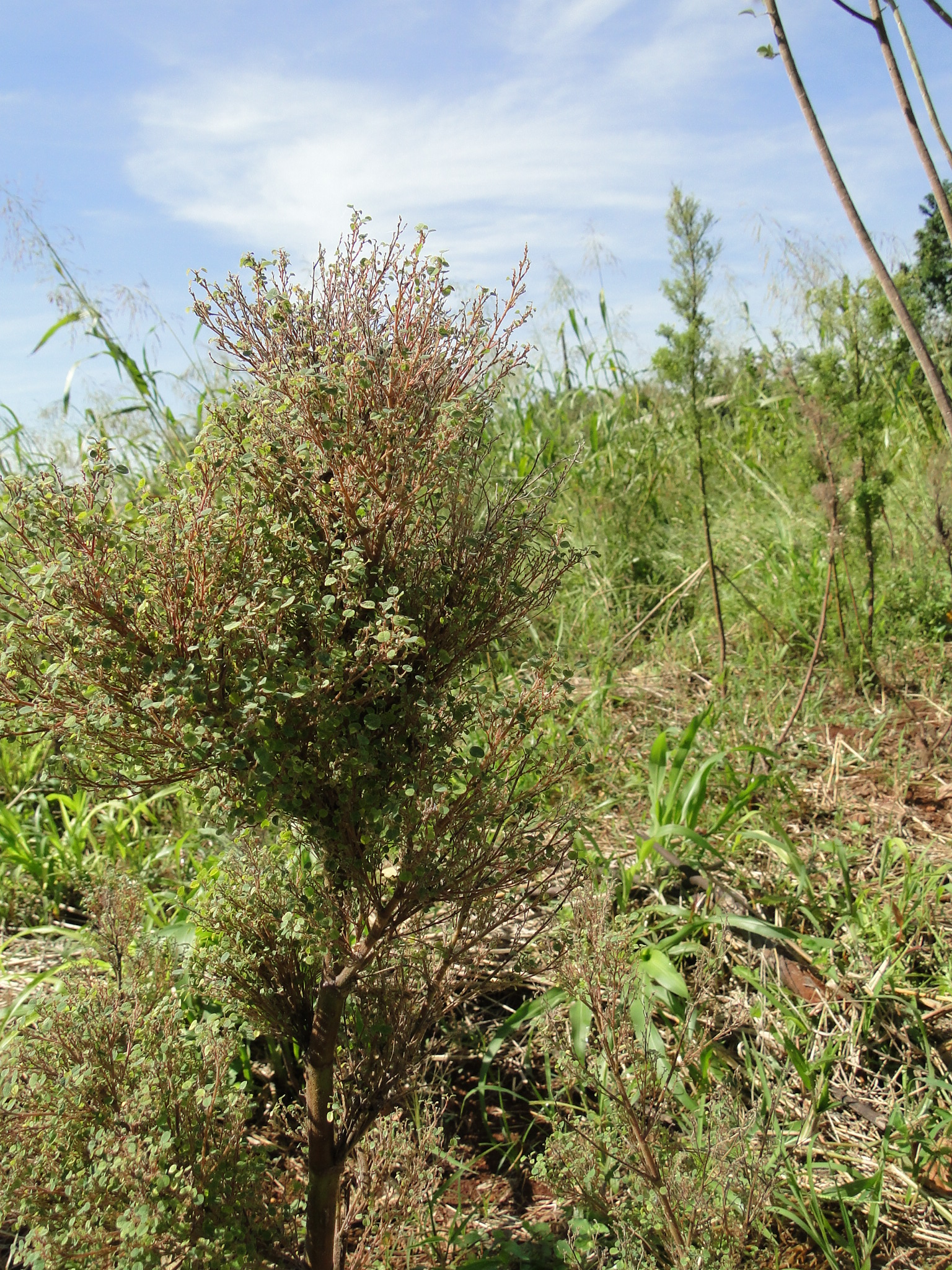
D. subsecundum com sintomas de "little leaf", doença causada por fitoplasma.

Desmodium é um género botânico pertencente à família Fabaceae. Existem dois centros de origem, sendo um na América e outro na Ásia. No Brasil há cerca de 40 espécies nativas, sendo utilizada principalmente como forrageira nas pastagens naturais. D. incanum é muito comum em gramados e em pastagens naturais. Existem algumas espécies cultivadas para uso em pastagem, como D. uncinatum, D. intortum e D. ovalifolium. Algumas espécies são plantas daninhas, como D. tortuosum.
Devido a presença de pelos uncinados, em forma de ganchos, várias partes da planta como frutos, folhas e caules se aderem ao pelo dos animais e à roupa das pessoas, ganhando nome popular de pega-pega, amor-do-campo, carrapicho, carrapicho-de-beiço-de-boi, amor-seco e outros. .

## Espécies
- Desmodium adscendens (Carrapicho-beiço-de-boi)
- Desmodium affine
- Desmodium album
- Desmodium arechavaletae
- Desmodium axilare
- Desmodium barbatum
- Desmodium cajanifolium
- Desmodium canadense
- Desmodium cuneatum (Iwirá Potî)
- Desmodium distortum
- Desmodium elegans
- Desmodium glabrescens
- Desmodium glabrum
- Desmodium guaraniticum
- Desmodium hassleri
- Desmodium incanum (Pega-pega)
- Desmodium juruenense
- Desmodium leiocarpum
- Desmodium membranifolium
- Desmodium microcarpum
- Desmodium motorium
- Desmodium pachyrhizum
- Desmodium pendulaeflorum
- Desmodium perplexum
- Desmodium podocarpum
- Desmodium polygaloides
- Desmodium psilocarpum
- Desmodium riedelii
- Desmodium sclerophyllum
- Desmodium scorpiurus
- Desmodium subsecundum
- Desmodium subsericeum
- Desmodium tortuosum
- Desmodium triarticulatum
- Desmodium triflorum
- Desmodium uncinatum
- Desmodium venosum